# Koupě Louisiany
Koupě Louisiany (anglicky Louisiana Purchase nebo Sale of Louisiana) bylo získání území o rozloze 2 140 000 km² Spojenými státy americkými od Francie v roce 1803. USA zaplatily 60 milionů franků (11 250 000 dolarů), zároveň odpustily Francii dluhy ve výšce 18 milionů franků (3 750 000 dolarů). Celková suma, kterou USA za území Louisiany zaplatily, činila 15 milionů dolarů (v roce 2011 by tato suma představovala 233 milionů dolarů).
Louisiana zahrnovala území 15 současných amerických států a dvou kanadských provincií. Koupená země zahrnovala celé území dnešního Arkansasu, Missouri, Iowy, Oklahomy, Kansasu a Nebrasky; části Minnesoty západně od řeky Mississippi; většinu území Severní Dakoty; prakticky celé území Jižní Dakoty; severovýchodní Nové Mexiko; severní Texas; části území dnešních států Montana, Wyoming, a Colorado a část dnešního státu Louisiana na západ od řeky Mississippi, včetně města New Orleans.
Navíc koupě zahrnovala malé části země, které se později staly součástmi kanadských provincií Alberta a Saskatchewan. Koupě, která zdvojnásobila tehdejší velikost Spojených států, zahrnovala přibližně 23 % jejich současného území. Podle sčítání obyvatel v roce 1810 počet bílých obyvatel v teritoriu dosáhl 92 345.
Koupě byla největším úspěchem prezidenta Thomase Jeffersona. V tomto období čelil domácí opozici, která koupi napadala jako eventuálně neústavní. Ačkoliv věřil, že Ústava Spojených států neobsahuje ustanovení ohledně získávání území, Jefferson se rozhodl Louisianu koupit s cílem chránit přístup Spojených států k přístavu New Orleans a získat volný přístup k řece Mississippi. Na získaném území už bylo zavedeno otroctví. Jefferson byl podporovatelem otroctví v Louisianě, což přispělo ke krizi v Unii o půl století později.

## Pozadí

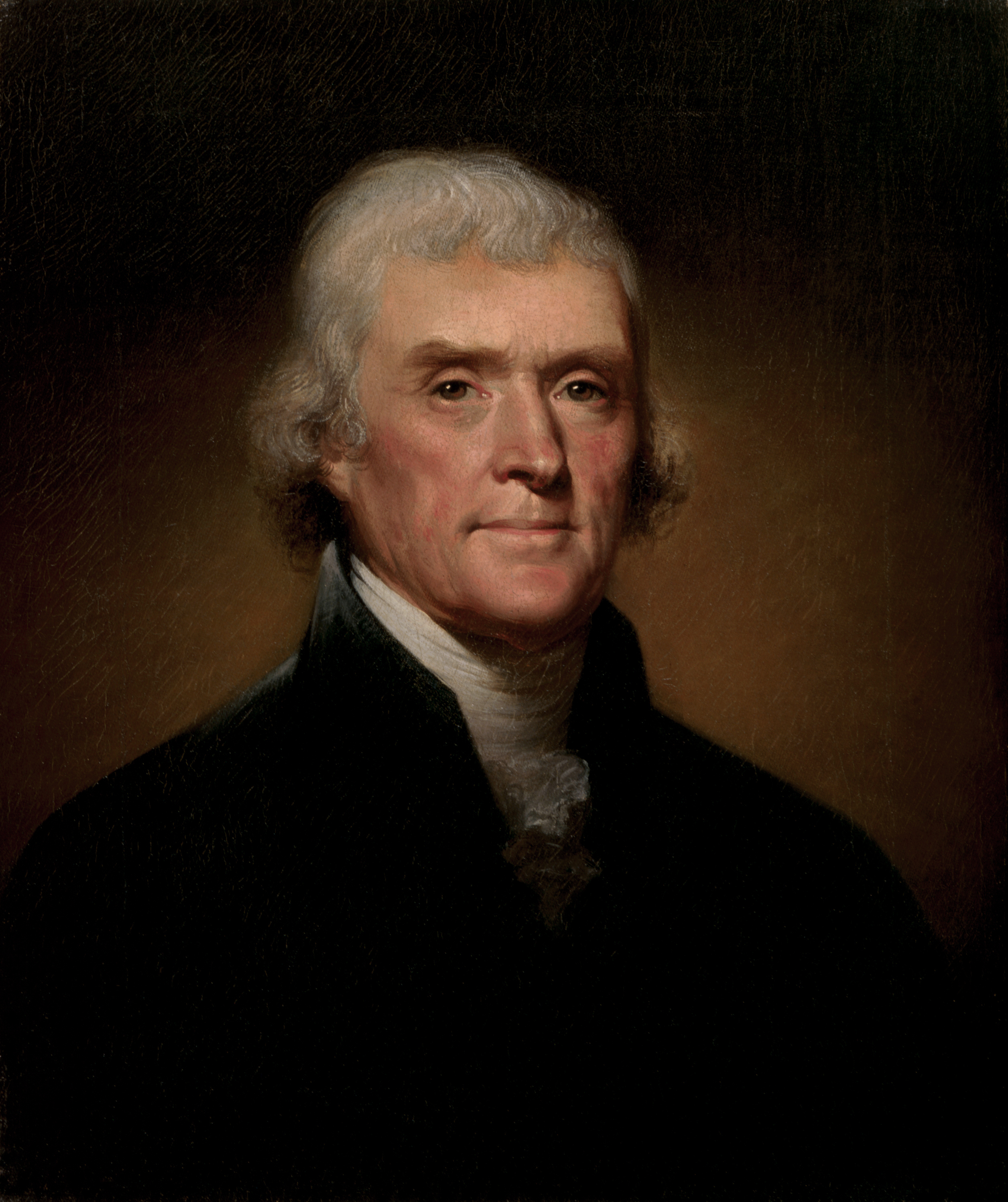
Thomas Jefferson v roce 1800

Louisiana byla původně francouzskou kolonií. Po sedmileté válce a porážce Francie získalo španělské království kontrolu nad územím západně od řeky Mississippi. Území bylo postupně osídlováno osadníky ze Spojených států, a mnoho Američanů, včetně Jeffersona předpokládalo, že území bude získáno "kousek po kousku". New Orleans byl v té době důležitý pro dopravu zemědělských tovarů na místa Spojených států západně od Apalačských hor. Smlouva Pinckney's Treaty, kterou podepsaly USA se Španělskem 27. října 1795, umožňovala americkým obchodníkům "právo uskladnění" v New Orleans, mohli tedy využívat přístav pro uskladnění zboží. Američané toto právo využívali k přepravě výrobků jako mouka, tabák, drůbeží maso, slanina, sádlo, peří, jablečný mošt a sýr. Smlouva též uznávala americké právo na navigaci po celé řece Mississippi, která nabírala na důležitosti v souvislosti se stoupajícím objemem obchodu v západních teritoriích tehdejšího USA.
Napoleon Bonaparte získal Louisianu pro Francii roku 1800 na základě Smlouvy ze San Ildefonso, která ukončila španělskou kontrolu nad oblastí, trvající od roku 1762. Tato smlouva však byla držena v tajnosti. Louisiana formálně zůstávala pod španělskou kontrolou až do odevzdání moci francouzským orgánům dne 30. listopadu 1803, jenom tři týdny před postoupením území Spojeným státům.

## Vyjednávání
Zatímco postoupení území Španělskem zpátky Francii v roce 1800 bylo drženo v tajnosti, strach z eventuální francouzské invaze byl všudypřítomný. Když Napoleon v roce 1801 poslal vojenské síly pro zajištění bezpečnosti přístavu New Orleans, Jižané se obávali, že Napoleon může osvobodit všechny otroky v Louisianě, což by mohlo vyvolat povstání otroků i na jiných územích. Ačkoliv se Jefferson snažil o zprostředkování sporu, strana Federalistů se snažila využít situace proti Jeffersonovi a žádala aktivnější postup vůči Francii. Jefferson se ale ujal iniciativy a pohrozil Francii spojenectvím s Británii, ačkoliv tehdejší vzájemné vztahy nebyly bezproblémové. V roce 1801 Jefferson podporoval Francii v jejím plánu opětovného převzetí Saint-Domingue (dnešní Haiti), tehdy pod kontrolou vůdce povstání otroků Toussainta Louverturea.

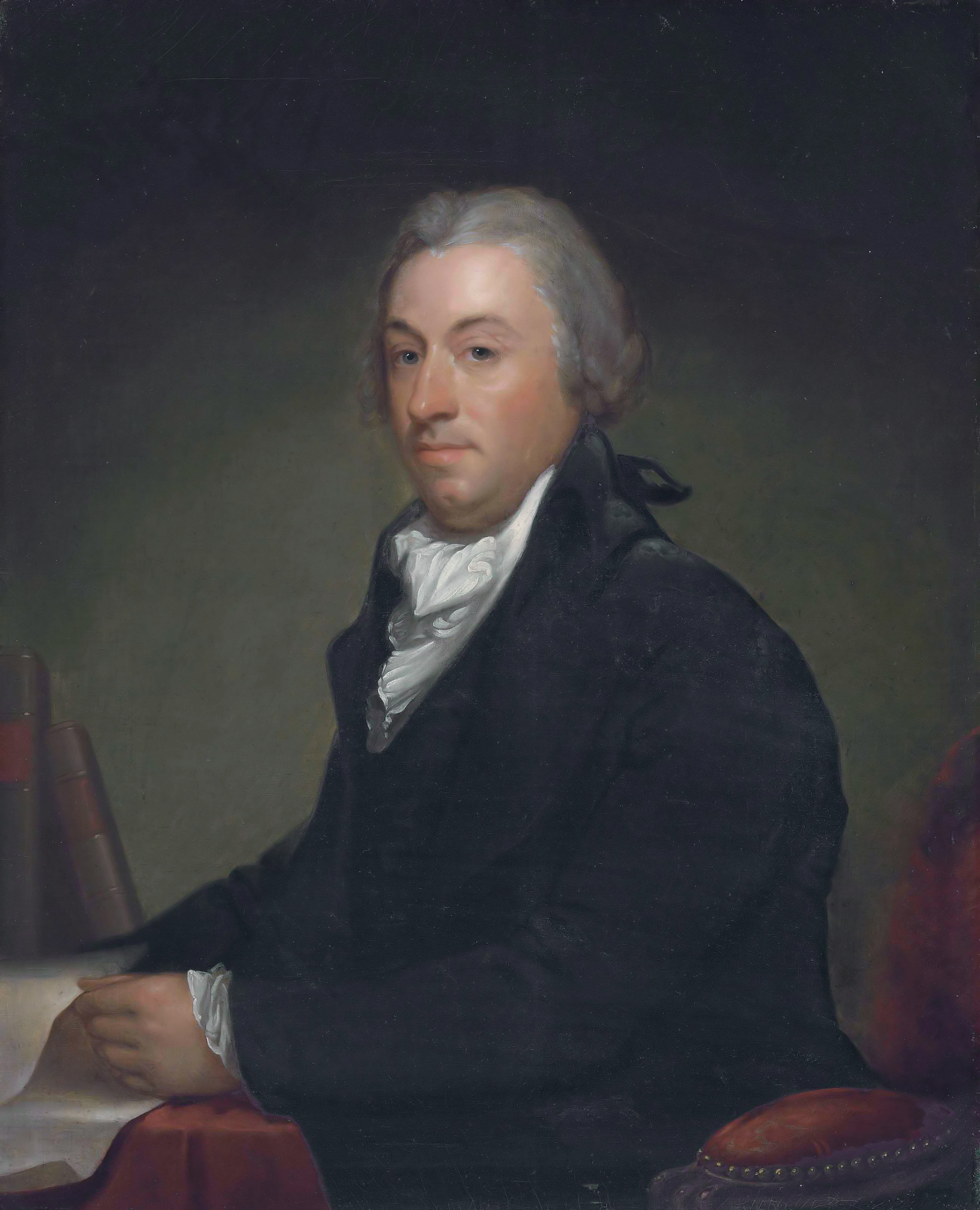
Robert R. Livingston

Když se Jefferson dozvěděl, že na základě Třetí smlouvy ze San Ildefonso byla Louisiana navrácena Francii, v roce 1801 poslal do Paříže Jamese Monroea a Roberta R. Livingstona. Byli zplnomocněni ke koupi přístavu New Orleans.
V lednu 1802 Francie poslala na Saint-Domingue třicetitisícové vojsko s cílem opětovně ustanovit otroctví, redukovat práva svobodných barevných obyvatel a opětovně převzít kontrolu nad ostrovem. Tato kolonie byla nejbohatší kolonií Francie v Karibiku a Napoleon chtěl obnovit její produktivitu. Jefferson se obával úmyslu Francie znovuobnovit své impérium a deklaroval neutralitu ve vztahu k Saint-Domingue.
V roce 1803 Pierre Samuel du Pont de Nemours, francouzský šlechtic, na základě žádosti Jeffersona, začal vyjednávat s Francií. Du Pont bydlel ve Spojených státech a měl úzké vztahy s Jeffersonem a s prominentními politiky Francie. Byl zaangažován v zákulisní diplomacii s Napoleonem Jeffersonovým jménem a během návštěvy Francie vznikla myšlenka daleko větší koupě území Louisiany, jako způsobu vyhnout se konfliktu mezi Napoleonem a Spojenými státy v Severní Americe.
Jeffersonovi se nelíbila myšlenka koupit Louisianu nebo její část od Francie, protože to mohlo vyvolat dojem, že Francie má právo v Louisianě pobývat. Jefferson věřil, že americký prezident nemá pravomoc na to, aby uskutečnil takový obchod: článek, o který by se mohl opřít, neobsahovala ani americká ústava. Byl též názoru, že kdyby Louisianu koupil, státy Unie by tím ztratily část svých práv a federální vláda by měla zvýšenou výkonnou moc. Na druhé straně si byl vědom nebezpečí, které potenciální přítomnost Francie v regionu mohla znamenat a byl připraven jít do války s cílem zabránit silné francouzské přítomnosti v regionu.

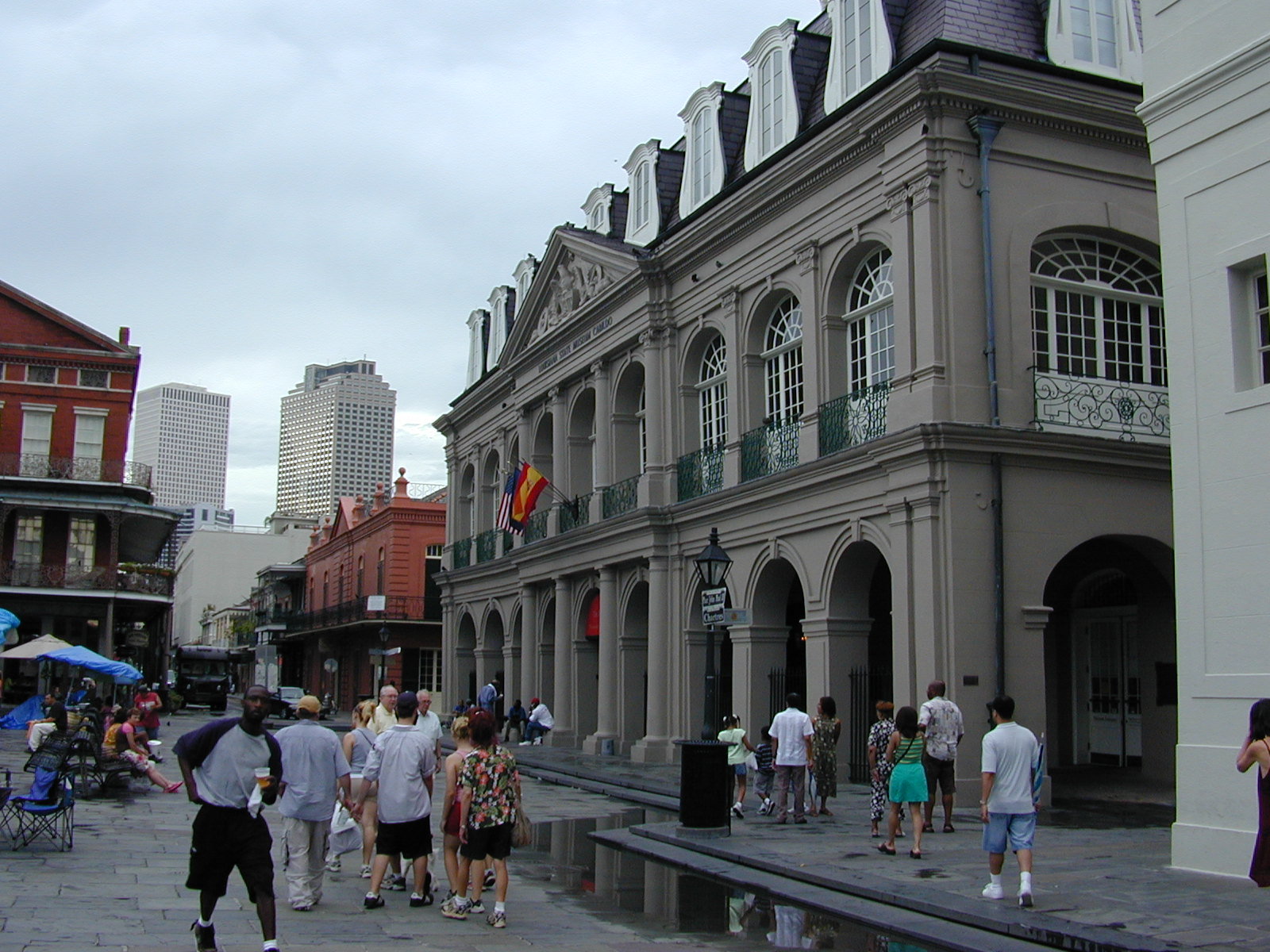
Cabildo v New Orleansu, budova, kde bylo slavnostně předáno území části Louisiany Spojeným státům

V tomto období měl Jefferson k dispozici aktualizované špionážní zprávy o Napoleonových vojenských aktivitách a záměrech v Severní Americe. Částí jeho strategie bylo dát Du Pontovi informace, které držel v tajnosti před Livingstonem. Též dával záměrně si odporující příkazy Monroeovi a Livingstonovi. Jefferson byl zoufalý ze skutečnosti, že potenciální válka s Francií může kdykoli nastat a snažil se tomu vyhnout všemi prostředky. V roce 1802 vyslal Jamese Monroea do Paříže s cílem vyjednat dohodu, kdyby ale jednání ztroskotala, měl za úkol jít do Británie dohodnout spojenectví. Španělsko až do konce roku 1802 odkládalo odevzdání Louisiany Francii, což ale stupňovalo nepřátelské nálady Ameriky. Také odmítnutí Španělska postoupit Francii Floridu znamenalo, že Louisiana byla lehce zranitelnou. Monroe byl formálně vyhoštěn z Francie během své poslední diplomatické mise a jeho opětovné vyslání vyvolávalo otázky vážnosti zájmu USA o koupi.
Napoleon potřeboval mír s Velkou Británií, aby mohl implementovat Smlouvu ze San Ildefonso a převzít vlastnictví Louisiany. Jinak by Louisiana byla lehkou kořistí pro Británii, nebo dokonce pro Spojené státy. Ale na začátku roku 1803 se zdála být válka mezi Francii a Británii nevyhnutelnou. 11. března 1803 se Napoleon začal připravovat na invazi do Británie.
V listopadu 1803 Francie stáhla zbytek svojí posádky ze Saint-Domingue (z původních zhruba 30 000 vojáků v čele s Napoleonovým švagrem Leclercem zbylo sotva 7 000, více než dvě třetiny padly v bojích s černošskými rebely či zemřely na žlutou zimnici) a vzdala se svých ambicí na západní hemisféře. Haiti v roce 1804 deklarovalo nezávislost, ale Jefferson a americký Kongres odmítli uznat nezávislost nové republiky (druhé na západní hemisféře) a dokonce vůči ní uplatnili obchodní embargo. O to složitější byla rekonstrukce Haiti po válce.
Když se Napoleonovi nezdařil plán opětovně zavést otroctví na Haiti, vzdal se svých plánů na vzkříšení francouzského impéria v Novém Světě. Bez dostatečných zdrojů z cukrových kolonií v Karibiku pro něj Louisiana měla jen malou hodnotu. Španělsko ještě nedokončilo odevzdání Louisiany Francii, v Evropě byla ale válka mezi Francií a Británií na spadnutí. Necítil žádnou nenávist vůči Španělsku, Napoleon se chopil jedinečné příležitosti prodat něco, co bylo neužitečné a ještě ne zcela jeho a rozhodl se prodat celé území.
Ačkoliv ministr zahraničí Talleyrand byl proti tomuto plánu, 10. dubna 1803 Napoleon sdělil ministru financí Barbé-Marboisovi, že zvažuje prodej celého teritoria Louisiany Spojeným státům. 11. dubna 1803, jen několik dní před příjezdem Monroea, Barbé-Marbois nabídl Livingstonovi celou Louisianu za 15 milionů tehdejších dolarů (v roce 2022 by tato suma činila 393 milionů dolarů).
Zástupci Spojených státu byli připraveni zaplatit do 10 milionů dolarů za New Orleans a okolí, byli tedy samozřejmě překvapeni, že jim bylo nabídnuto daleko větší území za sumu 15 milionů. Koupě území by zdvojnásobila velikost Spojených států za cenu méně než 3 centy za akr. Jefferson zplnomocnil Livingstona jenom ke koupi New Orleansu, Livingston si ale byl jist, že Spojené státy nabídku akceptují.
Američané se domnívali, že Napoleon může svojí nabídku kdykoliv stáhnout a zabránit tím Spojeným státům získat přístav New Orleans, což bylo dalším důvodem pro přijetí francouzské nabídky.

## Podpis smlouvy

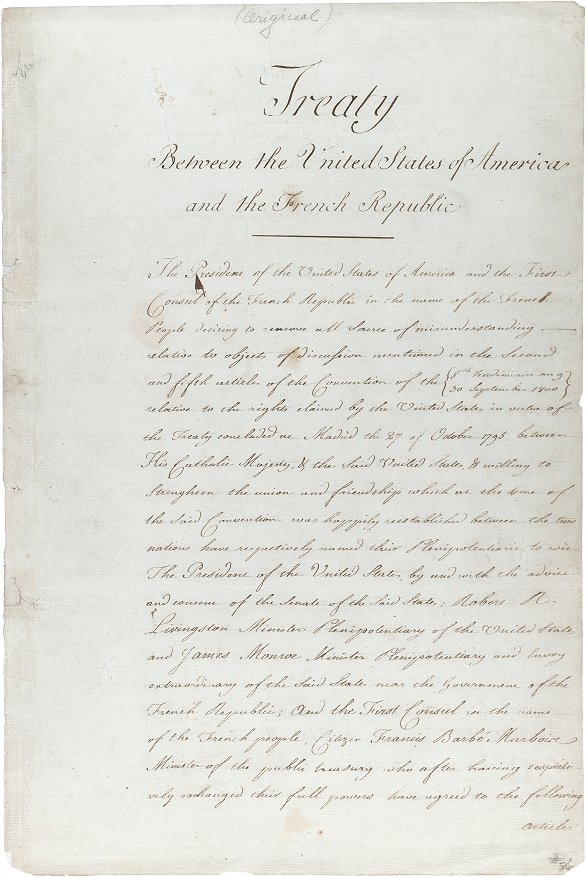
Smlouva o koupi Louisiany

V sobotu 30. dubna 1803 byla v Paříži podepsána Smlouva o koupi Louisiany Robertem Livingstonem, Jamesem Monroem a francouzským ministrem financí Barbé-Marboisem. Po podpisu smlouvy Livingston přednesl toto slavné poselství "Žili jsme dlouho, ale toto je nejšlechetnější práce všech naších životů... Od tohoto dne Spojeným státům patří místo mezi velmocemi první kategorie."
Prezident Jefferson oznámil podepsání smlouvy americkému lidu 4. července 1803. Dne 20. října Senát Spojených států amerických ratifikoval smlouvu poměrem hlasů dvacet čtyři ku sedmi. Následujícího dne Senát zplnomocnil prezidenta Jeffersona k převzetí moci nad teritoriem a ustanovení dočasné vojenské vlády. V zákonodárném procesu dne 31. října Kongres ustanovil dočasná opatření, aby místní civilní vláda mohla pokračovat tak, jako pod francouzskou a španělskou vládou, a zplnomocnil prezidenta k použití vojenské síly s cílem udržet občanský pořádek.
Francie odevzdala New Orleans 20. prosince 1803 v Cabildu. Předávání St. Louis dne 10. března 1804 bylo provázeno formální ceremonií.
S platností od 1. října 1804 byla zakoupená území reorganizována do Teritoria Orleans (většina území tohoto teritoria se stala pozdějším státem Louisiana) a do District of Louisiana, který byl dočasně pod kontrolou guvernéra a soudců z Teritoria Indiana.

## Hranice území
Rozsah koupeného území vyvolal spory mezi Spojenými státy a Španělskem. Hranice území nebyly definovány v Smlouvě z Fontainebleau v roce 1762, kdy Francie odstoupila území Španělsku, v Třetí smlouvě ze San Ildefonso z roku 1800, ani v Smlouvě o koupi Louisiany z roku 1803.
Spojené státy prohlašovaly, že Louisiana zahrnuje celou oblast západně od řeky Mississippi až k hřebenům Skalistých hor a území, které se táhlo na jihozápad k řece Rio Grande a na jihovýchod k západní Floridě. Španělsko trvalo na skutečnosti, že Louisiana nezahrnuje větší území než západní břeh řeky Mississippi a města New Orleans a St. Louis. Spor byl definitivně rozřešen Smlouvou Adams-Onís v roce 1819, kterou si Spojené státy víceméně prosadily své územní požadavky.
Protože západní hranice území byla v čase koupě sporná, prezident Jefferson začal okamžitě organizovat tři expedice na zmapování teritoria. Všechny tři začínaly u řeky Mississippi. Lewisova a Clarkova expedice v roce 1804 vedla proti proudu Mississippi; expedice řeky Red v roce 1806 objevovala údolí řeky Red; Pikova expedice v roce 1806 začínala v Missouri, poté se ale stočila na jih s cílem prozkoumat povodí řeky Arkansas. Mapy a zápisy objevitelů pomohly definovat hranice v průběhu jednání o Smlouvě Adams-Onís, která definitivně určila západní hranici Louisiany.